# Sarron (Corresa)
Sarron (en francès Sarroux) és un municipi francès situat al departament de la Corresa i a la regió de la Nova Aquitània.

## Demografia
| 1962                                       | 1968 | 1975 | 1982 | 1990 | 1999 | 2007 |
| ------------------------------------------ | ---- | ---- | ---- | ---- | ---- | ---- |
| 451                                        | 426  | 375  | 361  | 362  | 379  | 428  |
| Des de 1962: població sense dobles comptes |      |      |      |      |      |      |

## Administració
| Període   | Identitat                | Partit |
| --------- | ------------------------ | ------ |
| 1995-2001 | Jacques Antraigue        |        |
| 2001-2008 | Denis Raynaud            |        |
| 2008-     | Jean-Jacques Gouttebroze |        |